# عشایر کوچ‌نشین اوراسیایی

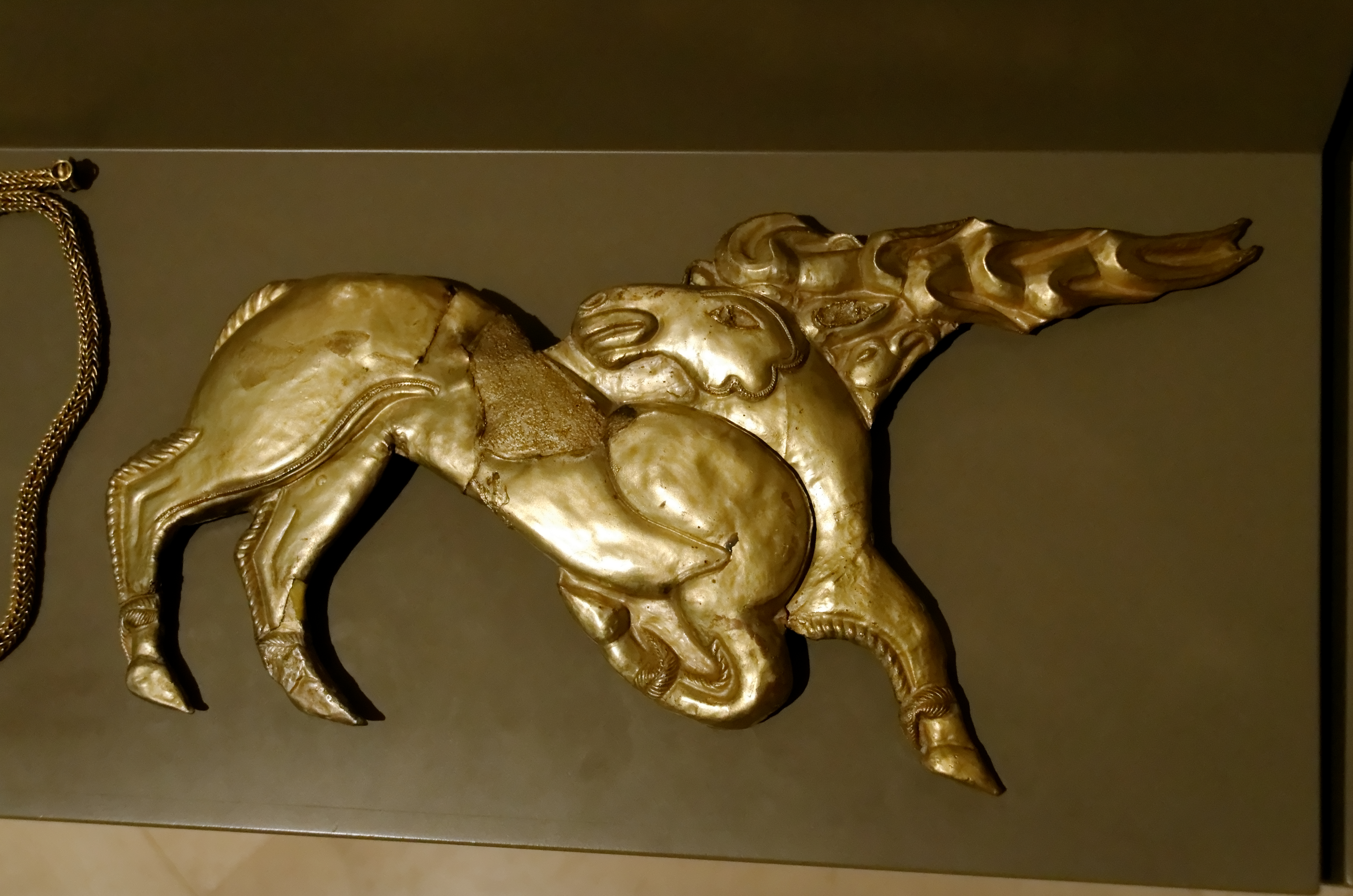
آویز درخشهٔ سکایی از یک غزال، از طلا

عشایر اوراسیایی را گروه‌های عشایر کوچ‌نشین تشکیل می‌دهند که در مناطق مختلف استپ اوراسیا زندگی کرده‌اند.
تاریخ عمدتاً از طریق منابع تاریخی مرزی از اروپا و آسیا آنها را می‌شناسد.
عشایر استپ‌نشین هیچ اقامتگاه دائمی نداشتند، اما از جایی به جایی سفر می‌کردند تا چراگاه تازه‌ای برای دام‌های خود پیدا کنند. این نام عمومی شامل گروه‌های قومی متنوعی است که گاهی در مناطق استپ قزاقستان قرقیزستان، تاجیکستان، ترکمنستان، ازبکستان، اویغورستان، مغولستان، روسیه و اوکراین امروزی زندگی می‌کنند.
آنها اسب را در حدود ۳۵۰۰ سال پیش از میلاد اهلی کردند و سطح امکانات سبک زندگی عشایری را به شدت افزایش دادند، و متعاقباً اقتصاد و فرهنگ آنها بر پرورش اسب، اسب سواری و دامداری عشایری تأکید داشت. این معمولاً شامل تجارت با مردم ساکن در اطراف لبه‌های استپ بود. آنها ارابه، گاری، سواره‌نظام، و تیراندازی با کمان اسب، و نوآوری‌هایی مانند لگام، عنان، رکاب،  و زین را معرفی کردند. سرعت بسیار سریعی که نوآوری‌ها از دشت‌ها عبور کردند، این نوآوری‌ها را به‌طور گسترده گسترش داد، و آنها را برای کپی برداری توسط مردم ساکن در مناطق هم‌مرز استپ در دسترس قرار داد. در طول عصر آهن، فرهنگ‌های سکایی در میان کوچ‌نشینان اوراسیا پدید آمدند که با هنر سکایی متمایز مشخص می‌شدند.